# Kiwajny
Kiwajny (deutsch Quehnen) ist ein Ort in der Woiwodschaft Ermland-Masuren in Polen. Er gehört zur Landgemeinde Górowo Iławeckie (Landsberg) im Powiat Bartoszycki (Kreis Bartenstein) – bis 1945 zum Kreis Preußisch Eylau in Ostpreußen.

## Geographische Lage
Kiwajny liegt zwei Kilometer südlich der polnisch/russischen Staatsgrenze (EU-Außengrenze) im Zentrum des Stablack (polnisch Wzniesienia Górowskie) im Nordwesten der Woiwodschaft Ermland-Masuren, 16 Kilometer westlich der früheren und heute auf russischem Staatsgebiet gelegenen Kreisstadt Preußisch Eylau (russisch Bagrationowsk) bzw. 31 Kilometer nordwestlich der heutigen Kreismetropole Bartoszyce (deutsch Bartenstein).

## Geschichte
Das seinerzeitige Kywaynen wurde vor 1400 gegründet und nach 1414 Kewainen und vor 1785 Quehnen genannt. Der Ortsname ist prußischen Ursprungs. Schwere Schäden erlitt der Ort 1414 im „Polenkrieg“ sowie 1454/66 im „Ständekrieg“. 1480 verpfändete der Orden Quehnen an die Familie von Tettau. Von 1491 bis 1501 gehörte der Ort dem Bischof Johannes von Riesenburg, danach wieder dem Orden.
Im „Reiterkrieg“ von 1520 wurde Quehnen fast völlig verwüstet und erholte sich nur sehr langsam. 1575 war der Ort wieder voll besetzt, nachdem er aber bereits 1566 in den Pfandbesitz von Hans Jacob Truchseß von Waldburg-Wildenhoff gelangt war. 1619 wurde Quehnen für nahezu 200 Jahre ein adliges und der Begüterung Wildenhoff (polnisch Dzikowo Iławeckie) untertäniges Dorf. 1820 hatte Quehnen 67 Einwohner bei 13 Feuerstellen, 1831 zählte es bereits 182 Einwohner.
Als 1874 im ostpreußischen Kreis Preußisch Eylau (Regierungsbezirk Königsberg) der Amtsbezirk Wildenhoff gebildet wurde, gehörte Quehnen von Anfang an dazu. Im Jahre 1910 zählte das Dorf 162 Einwohner.
Am 30. September 1928 wurde das Nachbardorf Rimlack (polnisch Rymławki) in die Landgemeinde Quehnen eingegliedert. Die Einwohnerzahl belief sich 1933 auf 215 und 1939 auf 206.
Am 18. Februar 1945 wurde Quehnen von der Roten Armee besetzt und erlitt Zerstörungen. In Kriegsfolge kam das Dorf 1945 mit dem gesamten südlichen Ostpreußen zu Polen und erhielt die polnische Namensform „Kiwajny“. Heute ist das Dorf in die Gmina Górowo Iławeckie (Landgemeinde Landsberg) im Powiat Bartoszycki eingegliedert, von 1975 bis 1998 der Woiwodschaft Olsztyn, seither der Woiwodschaft Ermland-Masuren zugehörig.

## Religion
Quehnen war bis 1945 in das Kirchspiel der evangelischen Kirche Canditten (polnisch Kandyty) in der Kirchenprovinz Ostpreußen der Kirche der Altpreußischen Union eingepfarrt.
Heute gehört Kiwajny zur Pfarrei Kandyty, die nun dem Erzbistum Ermland untersteht.

## Verkehr
Kiwajny liegt an einer Nebenstraße, die von Augamy (Augam) nach Galiny (Gallingen) und weiter bis zur polnisch/russischen Grenze führt – und vor 1945 bis Rositten (russisch Bogatowo) verlief. Eine Bahnanbindung besteht nicht.